# 장응일
장응일(張應一, 1599년 ~ 1676년)은 조선 후기의 문신이다. 본관은 인동으로 장금용(張金用)의 후손이다. 자는 경숙(經叔), 호는 청천당(聽天堂), 시호는 문목(文穆)이다.
부친은 장현도(張顯道)이며, 모친은 정괄(鄭适)의 딸이다. 7세 때 종숙부인 여헌 장현광에게 입양되어 가학을 이었다.
1629년 별시 문과 급제후 벼슬길 올라 정언·지평·필선 등을 역임하였다. 1646년 헌납으로 재직 시 이미 사사(賜死)의 명이 내려진 민회빈 강씨의 구명소(救命疏)를 아흐레 동안 계속하여 올렸으며 1649년 장령으로 재직 시 대사간 김경록(金慶錄)등과 함께 훈신 김자점의 탐욕을 탄핵하였다.
1673년 공조참의로 재직 시 영릉(寧陵)의 변의 진상을 밝히려 하다가 무고를 당하여 황간에 귀양갔다. 그 뒤 숙종이 즉위한 뒤에 풀려나 우승지·부제학·대사간을 지내고 가선대부에 올랐다. 성격이 청렴 강직하였다.
사후 이조판서에 추증되었다.

## 참고 자료
- 인조실록(仁祖實錄)
- 숙종실록(肅宗實錄)